# Püdelsi
Püdelsi – polski zespół rockowy założony w 1985 roku.

## Historia zespołu
Zespół powstał w 1985 z inicjatywy Andrzeja „Pudla” Bieniasza i Franza Dreadhuntera. Geneza Püdelsów sięga zespołu Düpą, który przestał istnieć po samobójczej śmierci lidera Piotra Marka. Pierwszy skład zespołu tworzyli: Bieniasz, Adamczyk, Andrzej Potoczek, Maciej Kowalik, Maciej Biedrzycki, Paweł Mąciwoda i David Rocks. Muzycy postanowili kontynuować idee formacji Düpą i grać teksty Marka. Kilka miesięcy później do zespołu dołączył Maciej Maleńczuk. W 1986 muzycy zostali laureatami Festiwalu w Jarocinie, dzięki czemu mieli możliwość nagrania własnej płyty. W 1988 nakładem wytwórni Polskie Nagrania wydali album pt. Bela Pupa, który nagrali z Korą. Wkrótce po nagraniu albumu Bieniasz odszedł z zespołu, który rozpadł się na kilka lat.
W 1995, w 10. rocznicę śmierci Marka, Püdelsi reaktywowali się w składzie z Maleńczukiem jako wokalistą, Potoczkiem i Bieniaszem jako gitarzystami, Hajdaszem jako perkusistą i grającym na saksofonie Maciejem Biedrzyckim. Zespół nagrał dwie płyty z tekstami Marka i Düpą: Viribus Unitis (1996) i Narodziny Zbigniewa: Pudelsi grają Dupą. W 1997 ich utwór znalazł się na pierwszej składance Muzyka Przeciwko Rasizmowi firmowanej przez Stowarzyszenie „Nigdy Więcej”.
W 1999 – w składzie. Maleńczuk, Bieniasz, Hajdasz, Olaf Deriglasoff i Małgorzata Tekiel – nagrali album pt. Psychopop, pierwszą płytę bez tekstów i kompozycji Marka. Krążek był pierwszym komercyjnym sukcesem zespołu, który w międzyczasie ponownie się rozpadł. Bieniasz kontynuować działalność grupy i wraz z Dreadhunterem przygotował materiał na nową płytę. Do zespołu dołączył wówczas na krótko Maciej Miecznikowski, jednak wkrótce ponownie powrócił Maleńczuk, który pomógł ostatecznie przygotować i nagrać nowy album. Wolność słowa ukazała się w 2003, osiągnęła status złotej płyty i dotarła do drugiego miejsca listy OLiS w Polsce. W kolejnym roku zespół wydał składankę przebojów pt. Jasna strona – Legendarni Pudelsi 1986–2004, która dotarła do drugiego miejsca listy OLiS w Polsce. Maleńczuk w sierpniu 2005 opuścił zespół, a nowym wokalistą Püdelsów został Szymon Goldberg. W tym czasie do zespołu dołączył także perkusista Wojciech Namaczyński. Pierwszy koncert w nowym składzie zagrali 27 stycznia 2006 w Krakowie. Bieniasz i Dreadhunter z Goldbergem jako wokalistą nagrali dwie płyty: Zen (2007) i Madame Castro (2008). Po jego odejściu kolejnym wokalistą, ściągniętym przez Bieniasza do Püdelsów, został Piotr Foryś. W 2013 ukazał się album Rege Kocia Muzyka – The Best of Püdelsi, na którym obok Forysia śpiewają wszyscy byli wokaliści zespołu: Kora, Maleńczuk, Goldberg, Miecznikowski oraz gościnnie Dario Litwińczuk, Dziun i sam Bieniasz. W 2017 roku zespół wydał swoją najnowszą płytę zatytułowaną Püdelsi / Über Alles. 20 stycznia 2021 w wyniku rzadkiego chłoniaka z komórek płaszcza zmarł Andrzej Bieniasz, lider zespołu.

## Muzycy

### Obecny skład zespołu
- Piotr Foryś – śpiew
- Piotr Lewicki – gitara
- Tomek Dominik – perkusja
- Sławek Wesołowski – gitara basowa

### Byli członkowie zespołu
- Andrzej „Pudel” Bieniasz – gitara
- Andrzej Potoczek – gitara
- Franz Dreadhunter – gitara basowa
- Maciej Maleńczuk – wokal
- Maciej Miecznikowski – wokal
- Szymon Goldberg – wokal
- Adam Drzewiecki – instrumenty klawiszowe
- David Rocks – wokal
- Przemysław Trębacz – wokal
- Andrzej Maciej Biedrzycki – saksofon
- Dario Litwińczuk – gitara
- Małgorzata Tekiel – gitara basowa
- Paweł „Bejbi” Mąciwoda – gitara basowa
- Olaf Deriglasoff – gitara, gitara basowa
- Piotr „LALA” Lewicki – gitara, instrumenty klawiszowe
- Maciej „Nitro” Kowalik – perkusja
- Wojciech Namaczyński – perkusja
- Artur Hajdasz – perkusja
- Marek „Motyl” Motylski – perkusja
- Maciej Żołna – perkusja
- Andrzej Skwarek – instrumenty klawiszowe
- Jarema Pogwizd – instrumenty klawiszowe
- Adam Niedzielin – instrumenty klawiszowe
- Krystian Jaworz – instrumenty klawiszowe

## Dyskografia

### Albumy
| 1988                           | Bela Pupa (oraz Kora) - Data: 1988 - Wydawca: Polskie Nagrania Muza                              | –  |               |
| 1996                           | Viribus Unitis - Data: 5 czerwca 1996 - Wydawca: Music Corner Records                            | –  |               |
| 1997                           | Narodziny Zbigniewa: Pudelsi grają Dupą - Data: 7 lipca 1997 - Wydawca: Music Corner Records     | –  |               |
| 1999                           | Psychopop - Data: 15 lipca 1999 - Wydawca: S.P. Records                                          | –  |               |
| 2003                           | Wolność słowa - Data: 12 marca 2003 - Wydawca: Warner Music Poland                               | 2  | - złota płyta |
| 2004                           | Jasna strona – Legendarni Pudelsi 1986–2004 - Data: 27 lipca 2004 - Wydawca: Warner Music Polska | 2  |               |
| 2004                           | Püdelsi (EP) - Data: 2004 - Wydawca: Warner Music Polska/Pani Domu                               | –  |               |
| 2007                           | Zen - Data: 26 lutego 2007 - Wydawca: Warner Music Polska                                        | 27 |               |
| 2008                           | Madame Castro - Data: 26 września 2008 - Wydawca: Agora                                          | –  |               |
| 2013                           | Rege Kocia Muzyka – The Best of Püdelsi                                                          | –  |               |
| 2017                           | Über Alles - Data : 14.02.2017 - Wydawca: HRRP Records                                           |    |               |
| 2019                           | Psychosymfoniko - Wydawca: Pudel Records                                                         |    |               |
| 2020                           | AkustikoAscetiko (EP)                                                                            |    |               |
| 2023                           | Ciemna strona - Wydawca: Pudeł Records                                                           |    |               |
| „–” pozycja nie była notowana. |                                                                                                  |    |               |

### Single
| 1999                           | „Samba-mamba”      | 15 | 43 | Psychopop                                   |
| 2000                           | „Szuwary”          | 23 | –  | Psychopop                                   |
| 2001                           | „Kocham się”       | 24 | –  | Wolność słowa                               |
| 2003                           | „Nigdy więcej”     | 12 | 14 | Wolność słowa                               |
| 2003                           | „Uważaj na niego”  | 1  | 35 | Wolność słowa                               |
| 2003                           | „Mundialeiro”      | 11 | 7  | Wolność słowa                               |
| 2004                           | „Konduktorka PKP”  | 7  | –  | Wolność słowa                               |
| 2004                           | „Samba-mamba”      | –  | –  | Jasna strona – Legendarni Pudelsi 1986-2004 |
| 2004                           | „Dawna dziewczyno” | 5  | 9  | Jasna strona – Legendarni Pudelsi 1986-2004 |
| „–” pozycja nie była notowana. |                    |    |    |                                             |

#### Inne notowane utwory
| 1987                           | „Bella Puppa” (oraz Kora)                       | 30 | –  | Bela Pupa      |
| 1996                           | „Czerwone tango”                                | 19 | –  | Viribus Unitis |
| 1999                           | „Noś dobre ciuchy”                              | 30 | –  | Psychopop      |
| 2000                           | „Jestem sam”                                    | 23 | –  | Psychopop      |
| 2005                           | „Duety”                                         | 31 | 50 | –              |
| 2008                           | „Dziewczyny z podwórka, chłopaki z mojej ulicy” | 1  | –  | Madame Castro  |
| 2008                           | „Miasto brzydnie”                               | 31 | –  | Madame Castro  |
| „–” pozycja nie była notowana. |                                                 |    |    |                |

### DVD
| Rok  | Tytuł                                                     | Certyfikat ZPAV   |
| ---- | --------------------------------------------------------- | ----------------- |
| 2004 | Wolność słowa - Data: 2004 - Wydawca: Warner Music Polska | - złota płyta DVD |

### Kompilacje różnych wykonawców
| Rok  | Tytuł                                                                | Utwór                                        |
| ---- | -------------------------------------------------------------------- | -------------------------------------------- |
| 1988 | Cisza jest... nic się nie dzieje - Data: 1988 - Wydawca: Tonpress    | - „Hymn” - „Püdel z Gwadelupy” - „Prezydent” |
| 1998 | Muzyka Przeciwko Rasizmowi - Data: 1998 - Wydawca: QQRyQ Productions | - „Oto”                                      |